# Peggy Olson
Margaret "Peggy" Olson è un personaggio immaginario protagonista della serie televisiva statunitense Mad Men, creato da Matthew Weiner e interpretato dall'attrice Elisabeth Moss.
Assunta come segretaria di Don Draper (Jon Hamm), direttore creativo dell'agenzia pubblicitaria Sterling Cooper, viene in seguito promossa copywriter, la prima donna a raggiungere questa posizione nell'agenzia dopo la seconda guerra mondiale (la serie è ambientata negli anni sessanta). Quando, al termine della terza stagione, Draper lascia la Sterling Cooper per diventare socio fondatore della Sterling Cooper Draper Pryce, Peggy lo segue; alla fine della quarta stagione è ormai il braccio destro di Draper all'interno del reparto creativo, ma, al termine della stagione seguente, decide di dimettersi e passare a un'altra agenzia per dare una svolta alla sua carriera.

## Storia del personaggio

### Prima stagione
Peggy Olson nasce a Brooklyn in una famiglia profondamente cattolica di origini norvegesi. Il padre muore quando ella ha appena 12 anni.
Nell'episodio pilota della serie, Fumo negli occhi, ambientato nel marzo 1960, Peggy, dopo essersi diplomata alla scuola per segretarie, è stata appena assunta alla Sterling Cooper come segretaria di Don Draper: il suo capo, la segretaria Joan Holloway (Christina Hendricks), la istruisce sui suoi compiti, oltre a darle consigli di natura più privata, come quello di rivolgersi a un ginecologo per farsi prescrivere pillole contraccettive. Nel suo primo giorno di lavoro Peggy incontra quindi Pete Campbell (Vincent Kartheiser), rappresentante delle vendite, che fa alcuni commenti poco carini sull'aspetto e sull'abbigliamento dimesso e semplice di lei, cosa per cui viene criticato da Don. Nonostante questo approccio infelice, tuttavia, quella stessa notte Pete, ubriaco dopo aver festeggiato il suo addio al celibato (sta per sposarsi con Trudy Vogel), si presenta a casa di Peggy, che lo fa entrare e passa la notte con lui. Al ritorno dal viaggio di nozze, però, Pete non ha intenzione di proseguire la relazione con Peggy, cosa che la ragazza accetta mascherando la sua delusione.
Gli inizi per Peggy sono difficili, anche a causa delle avances e dei commenti sessisti che, come le altre ragazze, è costretta a subire dai colleghi: comincia a maturare in lei la coscienza dello scarso rispetto di cui godevano le donne all'epoca, cosa che nelle stagioni successive si impegnerà sempre più a combattere. Una svolta nella sua carriera avviene quando le sue potenzialità vengono notate dall'anziano collega Fred Rumsen, che apprezza alcune sue idee per la campagna pubblicitaria di una linea di rossetti e la incoraggia a svilupparle. In seguito, visti i buoni risultati, viene consultata anche per altre campagne pubblicitarie di prodotti rivolti principalmente a un target femminile: Peggy si getta con passione nel nuovo lavoro, prendendo a modello Don Draper, il quale sempre più apprezza le sue capacità ed è per ora l'unico a non trattarla con sufficienza perché donna.
Nel frattempo, il matrimonio di Pete attraversa presto un periodo di crisi: una mattina, Pete e Peggy arrivano casualmente insieme nell'agenzia ancora deserta con largo anticipo sull'orario di ingresso, e prima dell'arrivo degli altri colleghi hanno di nuovo un rapporto sessuale nell'ufficio di lui, che neppure stavolta, però, dà avvio a una relazione stabile.
Nei mesi successivi, concentrata totalmente sul lavoro, Peggy trascura la propria vita privata e il suo aspetto: inizia ad aumentare vistosamente di peso, cosa che suscita commenti offensivi alle sue spalle da parte dei colleghi maschi: Pete, pur essendosi pentito di essere stato a letto con lei, prova ancora un certo attaccamento per Peggy, e reagisce male a queste battute, arrivando persino in un'occasione a colpire il collega Ken Cosgrove. La stessa Joan dice sarcasticamente a Peggy che se continuerà a ingrassare e a vestirsi così sciattamente rimarrà vergine, al che Peggy replica di non esserlo affatto.
Nell'ultima puntata della prima stagione, La ruota del destino, poco prima del giorno del ringraziamento 1960, Peggy viene promossa finalmente da segretaria a copywriter, ma avverte degli improvvisi e lancinanti dolori di stomaco, e si reca al St. Mary's Hospital a Brooklyn: qui apprende con sua enorme sorpresa che sta per partorire. Inizialmente non ci crede e cerca di andarsene, ma non riesce a rimanere in piedi: il medico ordina che sia portata in sala parto e che sia chiamato anche uno psichiatra. Nasce un maschio, ma, quando il bambino le viene portato, Peggy rifiuta di prenderlo in braccio.

### Seconda stagione
La seconda stagione della serie prende il via quindici mesi dopo questi eventi, nel febbraio 1962: Peggy, dopo una prolungata assenza dal lavoro che gli altri colleghi non sanno spiegarsi, è tornata in ufficio, di nuovo snella. Nessuno al lavoro sa che ha avuto un figlio, tanto meno Pete, il padre del bambino.
Nel corso della stessa stagione, in una serie di flashback, si scopre che la madre e la sorella di Peggy, per coprire la sua assenza dalla Sterling Cooper, hanno detto al suo capo, Don Draper, che Peggy era stata messa in quarantena a causa della tubercolosi. La spiegazione non convince Don, che va a cercarla in ospedale e la trova in uno stato fisico e mentale ancora molto precario (non viene detto esplicitamente se egli venga a sapere ora anche della gravidanza, sebbene nel corso della serie sia chiaro che prima o poi ne sia venuto a conoscenza), capendo subito che il motivo del suo ricovero è un altro. Don consiglia a Peggy di lasciarsi alle spalle tutto ciò, dimenticarsene e andare avanti come se non fosse mai successo. Nella puntata Il compleanno, della quarta stagione, Peggy confida a Don che, poiché egli era stato l'unico a venire a cercarla in ospedale, la sua famiglia si era convinta che fosse lui il padre del bambino.
L'incidente occorso a Peggy suscita il biasimo e il risentimento di sua sorella, sebbene ella non glielo esprima direttamente: rivela l'accaduto soltanto in confessione al prete della loro parrocchia, il quale in seguito proverà senza successo a convincere Peggy a liberarsi la coscienza confessando i suoi peccati.
Sul lavoro Peggy cerca di guadagnarsi il rispetto dei colleghi, sebbene spesso si senta tagliata fuori dalle riunioni e dalle decisioni più importanti e trattata ancora con condiscendenza. Nella puntata Un nuovo inizio Fred Rumsen, colui che per primo aveva avuto fiducia in lei, si ubriaca in orario di lavoro e la sua mancanza, riferita da Pete ai superiori, gli costa il licenziamento: Peggy può così spostarsi dal suo piccolo ufficio in quello lasciato libero da lui, anche se disapprova quanto fatto da Pete ed è dispiaciuta per Fred. Anche la sua immagine comincia poco a poco a essere più femminile e sbarazzina, a cominciare da un nuovo taglio di capelli.
Nell'ultima puntata della stagione, Rivelazioni, nel pieno della crisi dei missili di Cuba, Pete dice a Peggy di amarla e di voler stare con lei, non con la moglie Trudy. Peggy gli risponde però che, se ella avesse voluto, avrebbe potuto costringerlo a farlo già da tempo: due anni prima, infatti (siamo nell'ottobre 1962), ha partorito il loro bambino e lo ha dato via in adozione. Peggy lascia quindi l'ufficio di Pete, costernato alla notizia, con la sensazione di essersi finalmente liberata la coscienza da un grosso peso.

### Terza stagione
Nella terza stagione, ambientata nel 1963, Peggy deve confrontarsi con il fatto che le sue idee vengono rispettate, ma spesso comunque ignorate: in particolare, la sua opinione che la campagna pubblicitaria pensata per una bibita della Pepsi, che si ispirava a una scena del musical Ciao, ciao Birdie con Ann-Margret, non sarebbe stata adatta a un pubblico femminile, non viene ascoltata, e poi si rivela esatta.
Constatata la scomodità di continuare a vivere a Brooklyn, Peggy decide di trasferirsi a Manhattan, suscitando la perplessità e la disapprovazione della madre. Delusa dalle difficoltà incontrate sul lavoro, Peggy sembra prendere in considerazione l'offerta dell'ex collega Herman "Duck" Phillips, che aveva lasciato in modo piuttosto polemico la Sterling Cooper al termine della seconda stagione, di un nuovo impiego presso l'attuale agenzia di lui. Anzi, sebbene alla fine decida di non lasciare la Sterling Cooper, inizia comunque una relazione clandestina con Duck, che però ha breve durata. Al termine della stagione, quando Don Draper, Roger Sterling, Bertram Cooper e Lane Pryce fondano una nuova agenzia, Don convince Peggy a prendere parte a quella nuova impresa, dicendole finalmente quanto egli abbia sempre apprezzato il suo lavoro e la consideri molto simile a sé.

### Quarta stagione
Nella quarta stagione (1964–1965), continua la maturazione di Peggy da ragazza timida e insicura a donna indipendente: l'ambiente di lavoro è ancora pervaso da un certo maschilismo (inoltre, Peggy non è ignara dei pettegolezzi che girano sul suo conto: molti in ufficio sono convinti che la sua affermazione non sia dovuta alla sua bravura ma al fatto che in passato sia stata l'amante di Draper, cosa tra l’altro non vera), ma Peggy mostra un'inedita sicurezza di sé nel tenere a bada i colleghi più fastidiosi, e anzi è il membro dello staff creativo su cui Don fa maggiore affidamento. Entra inoltre in contatto, grazie all'amicizia con Joyce, un'artista lesbica, con i nuovi fermenti culturali che attraversano il mondo giovanile in quegli anni, la scena beat, il movimento per i diritti civili.
Chiusa la storia con Duck, frequenta per un certo tempo un ragazzo di nome Mark, che poi però lascia senza troppi rimpianti. È costretta a confrontarsi con il suo doloroso passato quando viene a sapere che il suo ex amante Pete avrà presto un figlio dalla moglie Trudy: Peggy si congratula con lui e i due si riconoscono implicitamente comunque legati, pur nella crescente distanza che ormai li separa.
Il rapporto di stima reciproca che la lega a Don Draper si rafforza quando i due rimangono per l'intera notte in ufficio per lavorare a un progetto; è il compleanno di Peggy ed ella inizialmente è arrabbiata per aver dovuto rinunciare ai suoi programmi, ma alla fine i due si abbandonano a confidenze reciproche sulle loro vite: Don rivela a Peggy alcuni dettagli della sua triste infanzia, Peggy accenna brevemente a suo figlio e (senza nominarlo) al padre del bambino e consola Don quando, quella stessa notte, questi riceve la notizia della morte della sua grande amica Anna.
Tramite Joyce, Peggy conosce lo scrittore e attivista Abe Drexler, con cui inizia una storia d'amore. L'inaspettata notizia del matrimonio di Don con la sua segretaria Megan Calvet la lascia sorpresa e alquanto perplessa: parlando con Joan, commenta che per i colleghi uomini è più importante la notizia del fidanzamento piuttosto che il fatto che ella abbia trovato un nuovo cliente, in un periodo di difficoltà finanziarie.

### Quinta stagione
Peggy è impegnatissima nelle varie campagne pubblicitarie della Sterling Cooper Draper Pryce, tanto più perché Don Draper, distratto dal suo recente nuovo matrimonio, è ora meno interessato e presente in ufficio. La ragazza fa assumere un nuovo, brillante creativo, Michael Ginsberg, ma proprio costui, che si rivela un vero talento, rischia di metterla in ombra. Peggy continua a non sentirsi sufficientemente apprezzata dai suoi superiori, e non è soddisfatta. Dal punto di vista della vita privata, la sua storia con Abe continua, e anzi i due decidono di iniziare a convivere, anche se la madre di lei non è affatto contenta.
Alla fine della quinta stagione, Peggy decide finalmente di provare a mettersi in gioco, e contatta Ted Chaough, socio di un'agenzia pubblicitaria rivale: costui, che apprezza il suo talento, le fa un'offerta molto vantaggiosa, che Peggy accetta. La ragazza si dimette: nel congedarsi da Don, che è stato il primo a scoprirla e a incoraggiarla, lo ringrazia emozionata per quanto ha fatto per lei.

## Accoglienza
Il ruolo di Peggy Olson è valso all'attrice Elisabeth Moss una candidatura ai Golden Globe, due agli Emmy Awards e la vittoria di due Screen Actors Guild Award.

## Filmografia
- Mad Men - serie TV, 92 episodi (2007-2015)
- Saturday Night Live - serie TV, episodio 34x06 (2008)